# Глюкуронозилтрансфераза
УДФ-глюкуронилтрансфераза (уридин-5-дифосфат глюкуронилтрансфераза, УДФ-ГТ) — название фермента, который катализирует процесс глюкуронирования.
Он находится в мембранах эндоплазматического ретикулума гепатоцитов и других органах.
Этот фермент очень важен для деактивации и выведения из организма билирубина, тироксина, эстрогенов, андрогенов, наркотиков, многих медикаментов токсинов и т. д.
Человек нуждается в большом количестве фермента УДФ-ГТ1-A1 в печени при распаде порфиринов. Редкая мутация гена УДФ-ГТ1-A1, которая приводит к почти полному дефекту фермента, вызывая очень тяжело переносимую форму этого заболевания — синдром Криглера-Найяра.
УДФ-глюкуронилтрансфераз относится к УДФ-гликозилтрансферазе ферментов, которые переносят гликозильные группы по УДФ-молекулам на другие маленькие гидрофобные молекулы. При этом образуются относительно индифферентные глюкуруниды — хорошо растворимые в воде соединения, которые могут выделяться в кишечник с желчью.
Эти ферменты присутствуют и в вирусах, бактериях, растениях и животных, они являются важной составляющей обмена веществ .

## Гены
Перечень человеческих генов, которые кодируют ферменты УДФ:
- B3GAT1, B3GAT2, B3GAT3
- UGT1A1, UGT1A3, UGT1A4, UGT1A5, UGT1A6, UGT1A7, UGT1A8, UGT1A9, UGT1A10
- UGT2A1, UGT2A2, UGT2A3, UGT2B4, UGT2B7, UGT2B10, UGT2B11, UGT2B15, UGT2B17, UGT2B28